# Pareja
Pareja è un comune spagnolo di 463 abitanti (2022) situato nella comunità autonoma di Castiglia-La Mancia.
Il comune comprende, oltre al capoluogo omonimo, i seguenti nuclei abitati: Casasana, Cereceda, Hontanillas e Tabladillo.